# Moyaux
Moyaux település Franciaországban, Calvados megyében. Lakosainak száma 1369 fő (2022. január 1.). Moyaux Fauguernon, Fumichon, Hermival-les-Vaux, Ouilly-du-Houley, Le Pin, Saint-Philbert-des-Champs és Asnières községekkel határos.

## Népesség
A település népességének változása:
| Lakosok száma | 746  | 931  | 1185 | 1307 | 1337 | 1346 | 1359 | 1353 | 1342 | 1369 |
|               | 1968 | 1982 | 1990 | 2006 | 2013 | 2015 | 2017 | 2019 | 2020 | 2022 |